# Manuel Larravide
Manuel Larravide (Montevideo, 23 de octubre de 1871 - ibídem, 22 de mayo de 1910) fue un pintor uruguayo que se concentró en temas referidos al mar utilizando como técnicas el óleo y la acuarela.

## Biografía

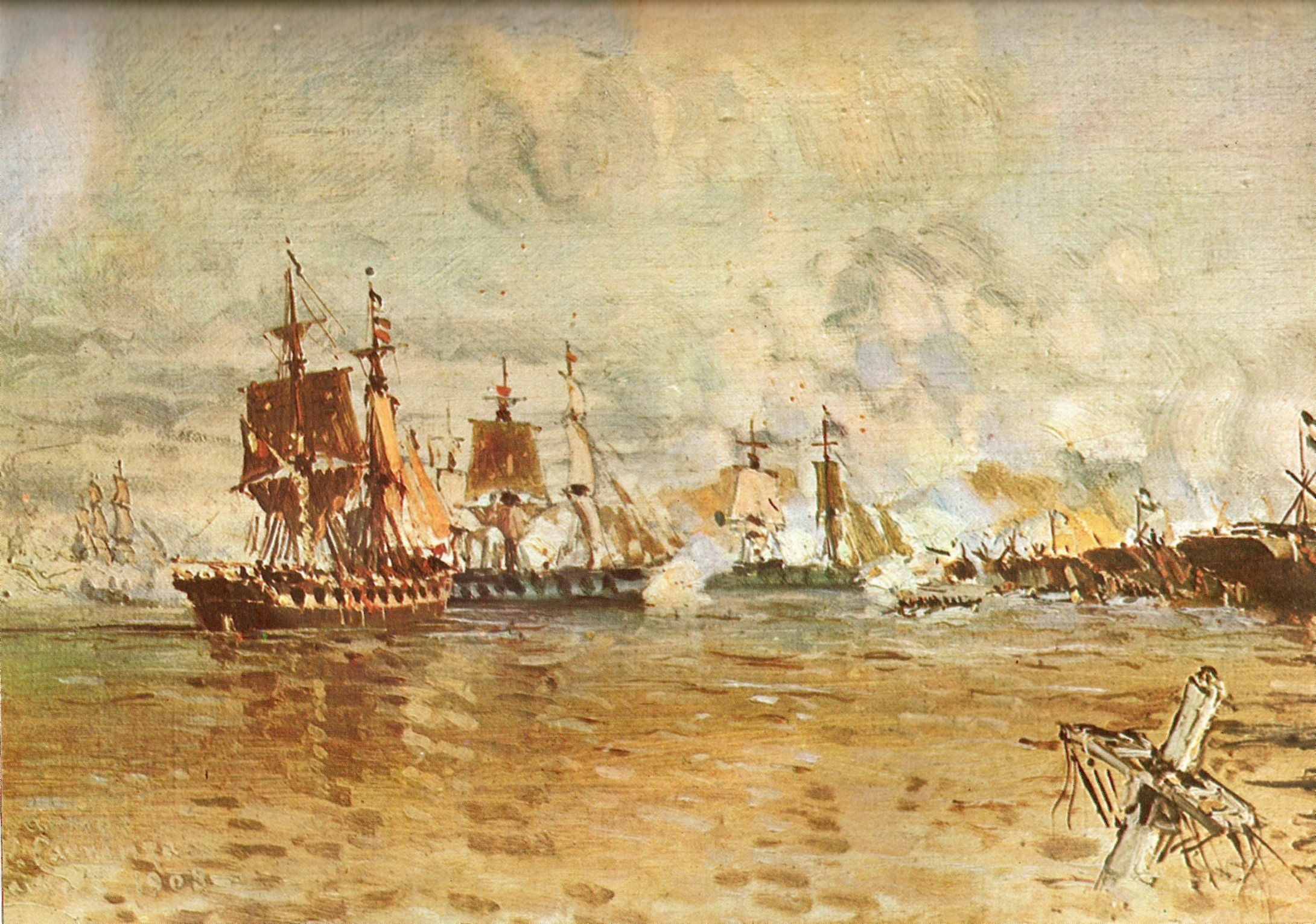
Obra de Larravide en la que se muestra la Batalla de la Vuelta de Obligado.

Hijo de Manuel Larravide y de Pascuala Camuso, desde corta edad demostró gran interés por la pintura y el mar. El pintor marinista de origen italiano Eduardo de Martino fue su mentor y quien lo introdujo en este tipo de temas.
En 1896, realizó una exposición en la Galería Witcomb, y al año siguiente se radicó en Buenos Aires donde se graduó de guardiamarina. Con las fuerzas navales de ese país navegó por los mares del sur y posteriormente realizó dos viajes a Europa. En el primero de estos viajes expuso sus obras en Barcelona y Madrid mientras que en el segundo las presentó en París. Actualmente sus cuadros pueden encontrarse en museos de Montevideo y Buenos Aires, donde el pintor brindó numerosas exposiciones individuales.
Respecto a su obra, el crítico de arte José Pedro Argul afirmó:

Tuvo plagiarios y repetidores, en su tiempo no hubo hogar montevideano que se estimara, que no poseyera un "barco" de Larravide, auténtico o falso.

Fue uno de los exponentes marinistas rioplatenses más destacados y llegó a convertirse en el pintor más representativo de este género en su tierra natal.